# 社会革命党最高纲领主义者联盟
社会革命党最高纲领主义者联盟（俄语：Союз социалистов-революционеров-максималистов），又译社会革命党最高纲领派，是俄罗斯帝国的社会主义政党，由1906年被社会革命党开除的激进左翼组成。
这一联盟将农业恐怖分子、“莫斯科反对派”和其他社会革命党内的激进异见者联合成一个独立的政党。最高纲领派于1906年在芬兰正式成立。他们参与了1905和1917年革命，许多前最高纲领派人士最终加入了布尔什维克。

## 意识形态
“最高纲领派”得名于他们要求在即将到来的革命中立即实施“最高纲领”：土地、工厂以及其他一切生产资料的充分社会化。他们要求建立“劳动共和国”。计划将土地移交给村社的集体管理，将工厂移交给工人的劳动集体管理，以城乡自治集体构成未来社会经济的基础。而正统的社会革命党人希望首先实现土地的社会化，但推迟其他生产资料的社会化。另外，最高纲领派反对社会革命党领袖维·米·切尔诺夫的两阶段革命论。
最高纲领派以恐怖（对官员、警察的刺杀行动）与“征用”（俄语：Экспроприация，即抢劫银行等）作为党的斗争策略。他们认为这是实现最高纲领的准备阶段，全面起义是最后阶段。

## 历史

### 成立与发展
1906年10月10日至24日，最高纲领派在芬兰图尔库召开了第一次大会，正式成立。
1906年8月25日，该组织成员在圣彼得堡彼得格勒区的别墅对斯托雷平实施暗杀，斯托雷平受轻伤，此次暗杀事件造成28人死亡，斯托雷平的15岁女儿受重伤。